# Замечательные точки треугольника
Замечательные точки треугольника — точки, местоположение которых однозначно определяется треугольником и не зависит от того, в каком порядке берутся стороны и вершины треугольника.
Обычно они расположены внутри треугольника, но и это не обязательно. В частности, точка пересечения высот может находиться вне треугольника.
Другие замечательные точки треугольника см. в энциклопедии центров треугольника.

## Примеры

Центроид — точка пересечения медиан

Ортоцентр — точка пересечения высот

Замечательными точками треугольника являются
- Точки пересечения:
  - медиан — центроид, центр тяжести (масс);
  - биссектрис — инцентр или центр вписанной окружности;
  - антибиссектрис — центр антибиссектрис;
  - биссектрис внешних углов — центр вневписанной окружности;
  - высот — ортоцентр;
  - серединных перпендикуляров — центр описанной окружности;
  - симедиан — точка Лемуана;
  - биссектрис серединного треугольника (его инцентра) — Центр Шпикера;
  - кливеров треугольника — также Центр Шпикера;
  - трёх (или даже двух) окружностей, построенных, как на диаметре, на отрезке, соединяющем основания внутренней и внешней биссектрисы, выпущенных из одного угла, — две точки Аполлония;
  - отрезков, соединяющих вершины треугольника:
    - c точками касания противоположных сторон и вписанной окружности — точка Жергонна;
    - c точками касания противоположных сторон и вневписанных окружностей — точка Нагеля;
    - c соответствующими свободными вершинами равносторонних треугольников, построенных на сторонах треугольника (наружу) — первая точка Торричелли;
    - с соответствующими свободными вершинами правильных треугольников, построенных внутрь треугольника — вторая точка Торричелли;
    - c соответствующими свободными вершинами треугольников, подобных исходному треугольнику и построенных на его сторонах — точки Брокара;

## Минимаксные точки треугольника
Минимаксными (экстремальными) точками треугольника называются точки, в которых достигается минимум некоторой функции, например, суммы степеней расстояний до сторон или вершин треугольника.
Минимаксными точками треугольника являются:
- Точка пересечения трёх медиан, имеющая наименьшую сумму квадратов расстояний до вершин треугольника (теорема Лейбница).
- Точка пересечения трёх медиан треугольника является единственной точкой треугольника такой, что проведённые через неё три чевианы разделяют своими концами стороны треугольника на шесть отрезков. При этом произведение длин трёх из этих шести отрезков, не имеющих общих концов, максимально[2]
- Точка Торричелли (первая), имеющая наименьшую сумму расстояний до вершин треугольника с углами не более {\displaystyle 120^{\circ }}.
- точка Лемуана, имеющая наименьшую сумму квадратов расстояний до сторон треугольника.
- Основания высот остроугольного треугольника образуют ортотреугольник, имеющий наименьший периметр из всех треугольников, вписанных в данный треугольник.

## Изо-точки и изо-прямые треугольника
Изо-точками являются точки треугольника, дающие какие-либо равные параметры трёх треугольников, которые образуются при соединении изо-точки отрезками с тремя вершинами треугольника. В результате образуется фигура типа «глаз дракона» (см. рис.)

### Изо-точки треугольника, образующие фигуру типа «глаз дракона»

Глаз дракона

Изо-точками треугольника такого типа являются:
- ортоцентр (даёт три треугольника с тремя равными радиусами трёх описанных около них окружностей),
- точка пересечения медиан (даёт три треугольника с тремя равными площадями)
- инцентр (даёт три треугольника с тремя равными высотами)
- центр описанной окружности (даёт три равнобедренных треугольника с тремя равными парами сторон),
- точка равных периметров {\displaystyle P} или изопериметрическая точка (даёт три треугольника с тремя равными периметрами[4]),
- точка Торричелли (первая) (даёт три треугольника с тремя равными тупыми углами в {\displaystyle 120^{\circ }}).
- Точка разбиения треугольника на три треугольника с тремя одинаковыми радиусами вписанных окружностей
- Центр Шпикера треугольника является радикальным центром трех его вневписанных окружностей[5] (имеет три пары равных касательных сразу к трем вневписанным окружностям).

### Изо-точки треугольника, образующие фигуру типа «Трилистник (узел)»

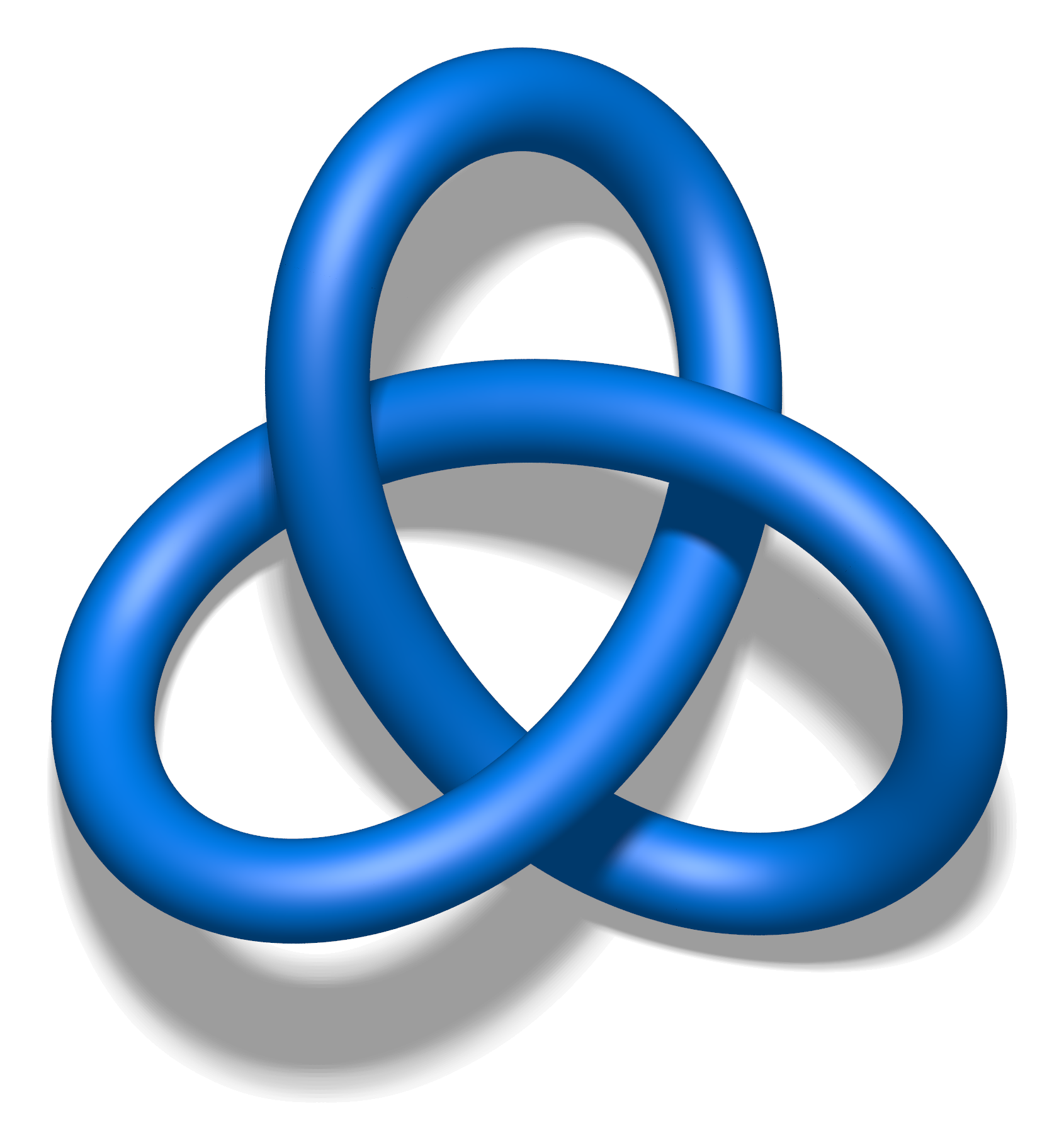
Трилистник(узел)

Стилизованный трилистник (узел)

Изо-точками треугольника такого типа являются (см. рис.):
- Центр Шпикера {\displaystyle S} является точкой пересечений прямых {\displaystyle AX}, {\displaystyle BY} и {\displaystyle CZ}, где {\displaystyle XBC}, {\displaystyle YCA} и {\displaystyle ZAB} подобные, равнобедренные и одинаково расположенные, построенные на сторонах треугольника {\displaystyle ABC} снаружи, имеющие один и тот же угол у основания {\displaystyle \operatorname {arctg} [\operatorname {tg} (A/2)\operatorname {tg} (B/2)\operatorname {tg} (C/2)]}[6].
- Первая точка Наполеона {\displaystyle N_{1}}, как и центр Шпикера, является точкой пересечений прямых {\displaystyle AX}, {\displaystyle BY} и {\displaystyle CZ}, где {\displaystyle XBC}, {\displaystyle YCA} и {\displaystyle ZAB} подобные, равнобедренные и одинаково расположенные, построенные на сторонах треугольника {\displaystyle ABC} снаружи, имеющие один и тот же угол у основания {\displaystyle 30^{\circ }}.
- Здесь надо бы перечислить все точки, лежащие на гиперболе Киперта.

### Изо-точки треугольника, образующие фигуру типа «Цветок традесканции»

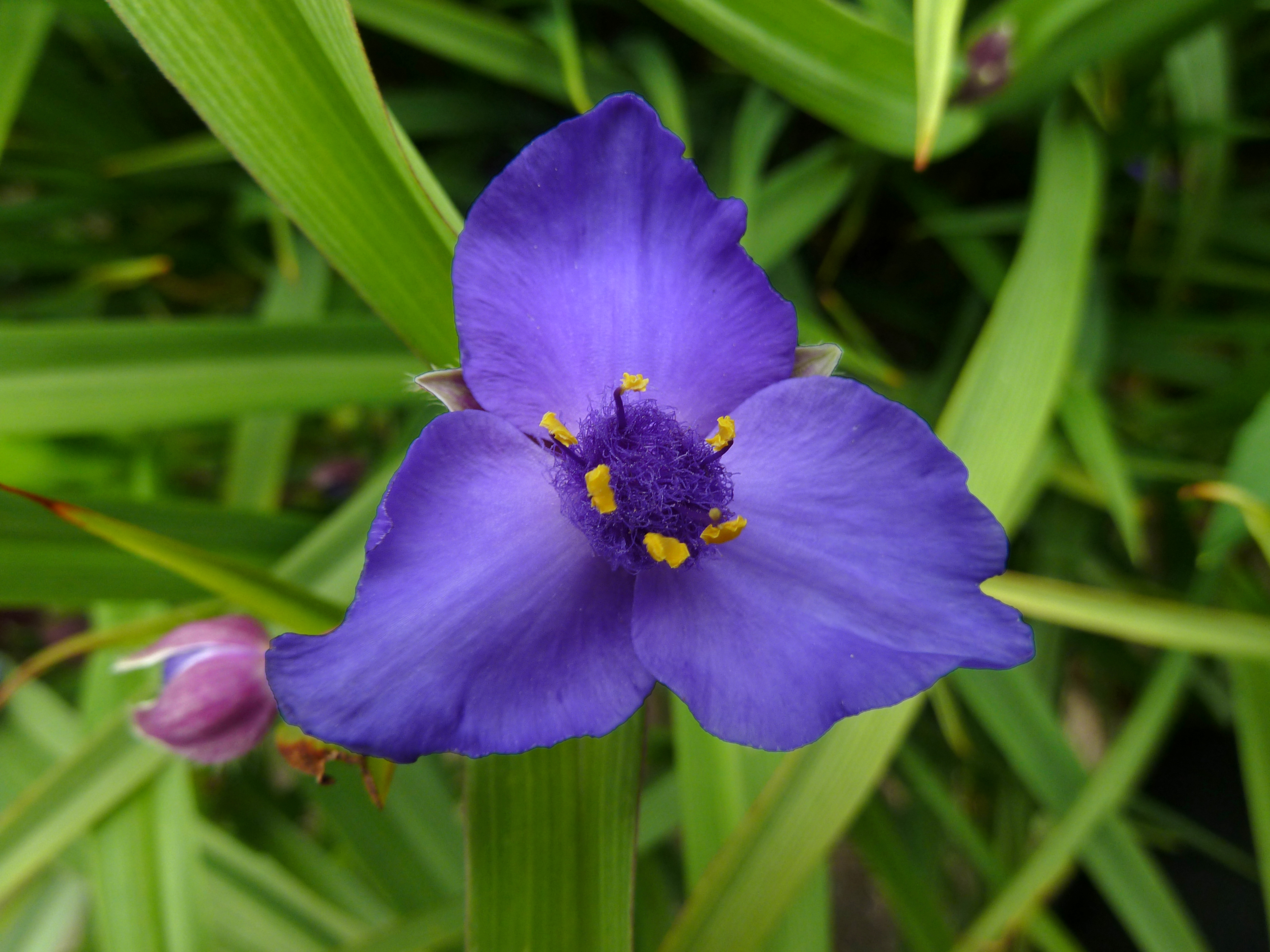
Цветок традесканции

Стилизованный цветок традесканции

Изо-точки треугольника, образующие фигуру типа «Цветок традесканции» (см. рис.) следующие:
- точка пересечения медиан образует тремя малыми отрезками чевиан три четырёхугольника с равными площадями.
- точка пересечения биссектрис образует тремя перпендикулярами к трём сторонам треугольника три четырёхугольника-дельтоида с двумя одинаковыми у всех смежными сторонами. Другая пара равных смежных сторон в общем случае у всех разная. У всех трёх дельтоидов есть пара равных противоположных углов в {\displaystyle 90^{\circ }}. Они — вписанно-описанные четырёхугольники.
- Три окружности, проведённые внутри треугольника через точку Микеля, пересекают стороны треугольника в трёх точках. Три хорды, проведённые через точку Микеля и три точки пересечения трёх окружностей с тремя разными сторонами треугольника, образуют равные углы со сторонами.

### Изо-точки треугольника, образующие знак типа «Модель поверхности криволинейного треугольника» (см. рис.)
К числу таких точек относятся:
- Точки окружности Эйлера
- Точки в теореме Томсена

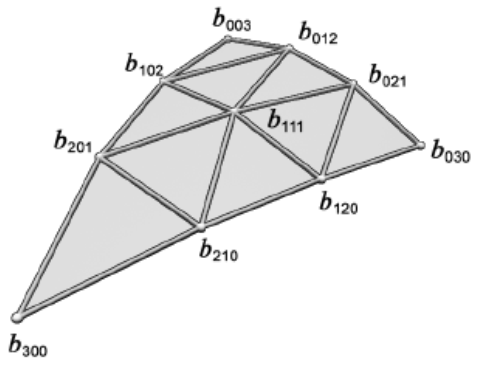
Знак типа Модель поверхности криволинейного треугольника

Стилизованный знак типа Модель поверхности криволинейного треугольника

- Точки в теореме Тукера. Если на рис. к теореме Томсена справа ниже проводить аналогичную 6-звенную ломаную, последовательно чередуя отрезки параллельные, антипараллельные, параллельные, снова антипараллельные, снова параллельные противоположной текущей стороне и т. д., тогда последний 6-й отрезок вернется в исходную точку, как и в теореме Томсена, и ломаная замкнется. Теорема  Тукера утверждает, что в этом случае 6 точек ломаной, лежащих на сторонах треугольника, будут лежать на окружности Тукера[7][8]

### Изо-точки треугольника, образующие знак типа «Опасно. Радиоактивные вещества или ионизирующее излучение» (см. рис.)

Знак «Опасно. Радиоактивные вещества или ионизирующее излучение»

Изо-точками треугольника такого типа являются:
- точка Лемуана (точка равных антипараллелей) — точка обладающая свойством: проведённые через неё три антипараллели (линии, антипараллельные трём сторонам треугольника) дают внутри треугольника три отрезка равной длины.
- точка равных параллелей (Equal Parallelians Point)[9]. В некотором смысле аналогична точке Лемуана. Точка обладает свойством: проведённые через неё три параллели (линии, параллельные трём сторонам треугольника) дают внутри треугольника три отрезка равной длины.
- Точка конгруэнтности Иффа (англ. Yff Center of Congruence)
- точка пересечения 3 антибиссектрис треугольника.  Если через эту точку провести 3 прямые, параллельные сторонам треугольника, то они отсекут на сторонах треугольника 3 равных внутренних (серединных) отрезка.
- Другая формулировка последнего утверждения: Отрезки сторон треугольника, заключенные между прямыми, проведёнными через центр антибиссектрис параллельно трем сторонам, равны между собой.

### Другие изо-точки треугольника, образующие чевианы общего вида
- точки Скутина — точки равных чевиан треугольника. Теорема Скутина утверждает, что три отрезка прямых или чевианы, проведённые внутри треугольника через три его вершины и через любой фокус описанного эллипса Штейнера, равны между собой. Эти фокусы часто называют точками Скутина.

### Изо-прямые
Изо-прямыми (изо-линиями) треугольника являются прямые, которые разрезают данный треугольник на два треугольника, имеющие какие-либо равные параметры. Изо-прямыми треугольника являются:
- Медиана треугольника делит противоположную сторону пополам и разрезает треугольник на два треугольника с равными площадями.
- Биссектриса (Биссектор) треугольника делит пополам угол, из вершины которого она выходит.
- Высота треугольника пересекает противоположную сторону (или её продолжение) под прямым углом (то есть образует два равных угла со стороной по обе стороны от неё) и разрезает треугольник на два треугольника с равными (прямыми) углами.
- Симедиана — геометрическое место точек внутри треугольника, выходящее из одной вершины, дающее два равных отрезка, антипараллельных двум сторонам, пересекающимся в этой вершине, и ограниченных тремя сторонами.
- Кливер треугольника разбивает периметр пополам. Кливер треугольника — это отрезок, один конец которого находится в середине одной из сторон треугольника, второй конец находится на одной из двух оставшихся сторон. Кроме того, кливер параллелен одной из биссектрис угла. Каждый из кливеров проходит через центр масс периметра треугольника ABC, так что все три кливера пересекаются в центре Шпикера.
- Также разбивает периметр пополам отрезок, соединяющий точку касания стороны треугольника и вневписанной окружности с вершиной, противоположной данной стороне. Три таких отрезка треугольника, проведённые из трёх его вершин, пересекаются в точке Нагеля. Иными словами, этот отрезок есть чевиана точки Нагеля. (Чевиану точки Нагеля в английской литературе иногда называют сплиттером (splitter) или делителем пополам периметра. К сплиттеру они относят и кливер).
- Эквалайзер (equalizer) или уравниватель (выравниватель) — отрезок прямой, разрезающий треугольник на две фигуры одновременно равных площадей и периметров[10]
- Немного об эквалайзере (equalizer). Любая прямая (эквалайзер), проходящая через треугольник и делящая площадь треугольника и периметр пополам, проходит через центр вписанной окружности. Таких прямых может существовать три, две или одна.[11]

### Замечание об изо-прямых треугольника
В английской литературе вводится понятие бисекции (Bisection), как разделение чего-либо на две равные части. Например равнобедренного треугольника на два равных, отрезка прямой на два равных, плоского угла на два равных. Соответствующие линии будут являться частным случаем изо-прямых (изо-линий) треугольника.

### Прямыеn{\displaystyle n}
Важным частным случаем изо-прямых являются так называемые прямые {\displaystyle n} треугольника. Прямая {\displaystyle n} треугольника, исходящая из его вершины, делит противоположную сторону в отношении {\displaystyle n}-х степеней прилежащих к ней двух сторон. Важными частными случаями прямых {\displaystyle n} являются:
- медиана ({\displaystyle n=0}),
- биссектриса (биссектор) ({\displaystyle n=1}),
- антибиссектриса ({\displaystyle n=-1}),
- симедиана ({\displaystyle n=2}),
- прямая кубов ({\displaystyle n=3}).

Для прямых {\displaystyle n} треугольника очень просто найти в общем виде некоторые свойства. Например, для прямой {\displaystyle n} изогонально сопряжённой будет прямая {\displaystyle (2-n)}, а изотомически сопряжённой будет прямая {\displaystyle -n}.

## Замечание
Барицентрические координаты центра, записанные через стороны (или тригонометрические функции углов) треугольника, дают возможность перевести многие задачи о центрах треугольника на алгебраический язык. Например, выяснить, задают ли два определения один и тот же центр или лежат ли три данных центра на одной прямой.
Можно использовать и трилинейные координаты центра, очень просто связанные с барицентрическими координатами. Однако, например, изогонально сопряжённые точки в трилинейных координатах выражаются проще.

## Вариации и обобщения
- Рассматривают пары центров. Например,
  - точки Брокара;
  - Точки Аполлония. Для всякого невырожденного треугольника {\displaystyle ABC} можно построить окружность Аполлония к стороне {\displaystyle AB}, проходящую через точку {\displaystyle C}. Окружности, построенные таким образом к трём сторонам, будут пересекаться в двух точках — внутренней и внешней Аполлония соответственно.

## Недавно открытые точки (центры) треугольника
- Точка конгруэнтности Иффа (англ. Yff Center of Congruence)[13]
- Перспектор Госсарда (англ. Gossard Perspector)[14]
- Средняя точка (англ. Mittenpunkt)[15]
- 1-я и 2-я точки Аджима-Мальфатти (англ. 1ST AND 2ND Ajima-Malfatti Points)[16]
- Точка Аполлония — не путать с точками Аполлония[17]
- Точки Бейли (англ. Bailey Point)[18]
- Точки Гофштадтера (англ. Hofstadter Points)[19]
- Изо-скелизерно-конгруэнтная точка (англ. Congruent Isoscelizers Point)[20]
- 1-я и 2-я точки Морлея, связанные с треугольником Морлея (англ. 1ST AND 2ND Morley Centers)[21]
- Точка Пэрри (англ. Parry Point)[22]
- Точка равного периметра и равного обхода (англ. Isoperimetric Point and Equal Detour Point)[23]
- Точки равных параллелей (англ. Equal Parallelians Point)[24]
- Точка Шиффлера (англ. Schiffler Point)[25]
- Эксетерская точка[26]
- Точка разбиения треугольника на три треугольника с тремя одинаковыми радиусами трех вписанных окружностей[27]